# Banqiao (Nouveau Taipei)
Pour les articles homonymes, voir Banqiao.

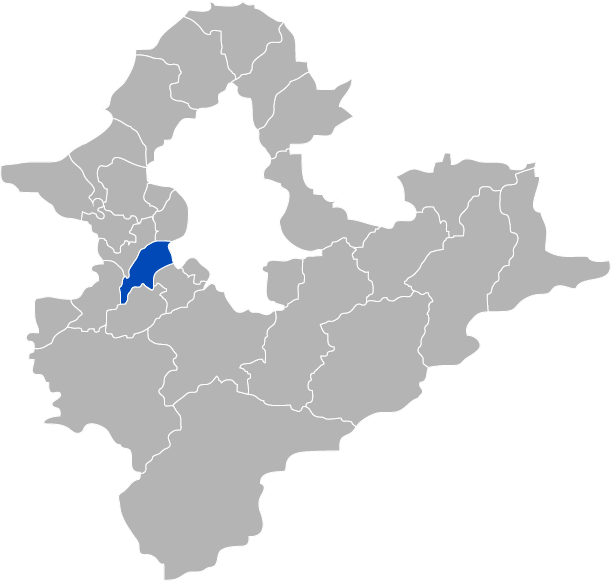
Situation du district dans Nouveau Taipei.

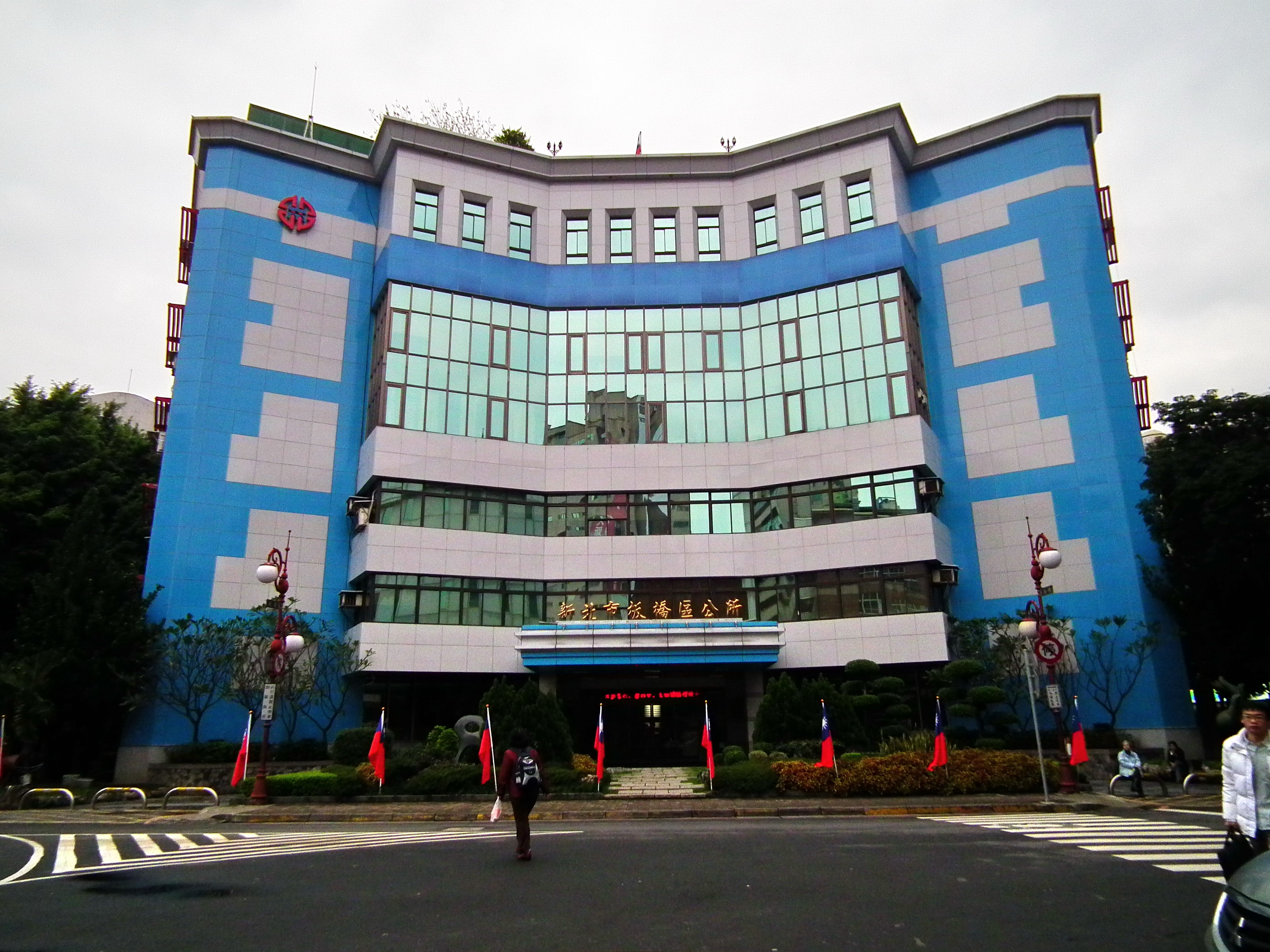
Banqiao District office

Banqiao (chinois traditionnel : 板橋區 ; pinyin : Bǎnqiáo) est un district de Nouveau Taipei, dans l'agglomération de Taipei à Taïwan.

## Tourisme
L'ancienne résidence de la famille Lin, construite au XIXe siècle possède un des jardins les plus célèbres de Taiwan.